# Baleia Azul (jogo)
Baleia Azul refere-se a um fenômeno surgido na rede social russa, VK, ligado ao aumento de suicídios de adolescentes. Acredita-se que o jogo esteja relacionado com mais de cem casos de suicídio pelo mundo, havendo fotos de feridas autoinfligidas compartilhadas em redes sociais, juntamente com as hashtags do jogo.
O termo "Baleia Azul" refere-se ao fenômeno de baleias encalhadas, supostamente suicidas. A baleia-azul (Balaenoptera musculus) pode chegar a 177 toneladas e trinta metros de comprimento, considerada o maior animal do mundo. Todavia, não são suicidas, e seu encalhe acontece por motivos ainda não bem esclarecidos, sendo sugerido a falha de ecolocalização como uma das hipóteses. Enquanto o jogo supostamente já tenha deixado vítimas, ele forneceu forragem para vários teóricos da conspiração, alguns dos quais afirmam que é uma campanha organizada dirigida por ucranianos.
O jogo é baseado na relação entre os desafiantes (também chamados jogadores ou participantes) e os curadores (ou chamados de administradores). O jogo envolve uma série de tarefas dadas pelos curadores que os jogadores deverão completar, normalmente uma por dia, algumas das quais envolvem automutilação. Algumas tarefas poderão ser dadas com antecedência, outras poderão ser repassadas pelos curadores no dia, sendo a última tarefa o suicídio. Acredita-se que o criador desta modalidade de jogo seja o russo Filipp Budeykin, que aliciava jovens e adolescentes para tais grupos de suicídio desde 2013. Preso na Rússia, ele disse que teve intenção de fazer uma "limpeza na sociedade".

## Eventos envolvendo o fenômeno

### Arábia Saudita
Em 5 de junho de 2017 o adolescente de 13 anos Metlaq Affas Albugami cometeu suicídio em seu quarto, e seu corpo foi encontrado por sua mãe. Ele utilizou os cabos de seu PlayStation para se enforcar e acredita-se que o caso esteja ligado ao desafio da Baleia Azul, sendo a primeira vítima no país.

### Argentina
Na província de San Juan, na Argentina, um jovem de 14 anos teve de ser internado em terapia intensiva após participar do jogo.
Em La Plata os avôs de uma menina de 12 anos deram queixa em uma delegacia de polícia e expressaram preocupação, por conta que ela realizou feridas em seu braço com um objeto cortante devido ao jogo.

### Brasil
No Brasil, o jogo teria deixado vítimas no interior do Mato Grosso, e em cidades como Uberlândia, Manhuaçu, Pará de Minas e Belo Horizonte, em Minas Gerais, assim como em Feira de Santana, na Bahia. Em Juazeiro, também na Bahia, uma garota desapareceu supostamente por causa do jogo. No Rio de Janeiro, uma senhora conseguiu impedir o suicídio de sua filha, que estaria envolvida no jogo. Neste estado a polícia recebeu 101 denúncias que dão conta de possíveis envolvimentos de adolescentes com o jogo Baleia Azul. No estado do Paraná, o jogo terá feito mais uma vítima em Florestópolis, cerca de 73 quilômetros de Londrina. Em Maceió, o deputado Pastor João Luiz (do Partido Social Cristão) relatou na Assembleia Legislativa de Alagoas que sua sobrinha praticou suicídio sob influência do jogo.
Em Paulista, Pernambuco, uma garota prestou depoimento após ser ameaçada no jogo e em Recife uma menina de 19 anos chegou até a penúltima etapa do jogo. Também uma estudante de 15 anos, moradora do município do Cabo de Santo Agostinho, na Região Metropolitana do Recife, foi encontrada por um homem no momento em que estava no parapeito da Ponte Buarque de Macedo, em Recife, para pular dela. Com diversos cortes nos braços, incluindo um com o formato de uma baleia, ela estaria tentando cumprir a última fase do desafio.
Em São Paulo, na capital, o casal de namorados Luis Fernando Hauy Kafrune e Kaena Novaes Maciel, de 19 e 18 anos respetivamente, hospedou-se no Maksoud Plaza, antigo hotel de luxo na região da Avenida Paulista, e horas depois, Luís matou Kaena com um tiro na cabeça e suicidou-se. Autoridades ligam este crime à Baleia Azul. Um rapaz de 17 anos de Bauru, cidade do interior do estado, escreveu no Facebook "A culpa é da baleia" minutos antes de se tentar atirar de um viaduto, sendo salvo por bombeiros. Em São João de Iracema uma garota de 16 anos cortou-se com lâminas, após mudar-se para a cidade vinda de Mato Grosso do Sul com medo das ameaças dos curadores do jogo.
No Distrito Federal, no dia 5 de maio de 2017, quatro adolescentes com deficiência auditiva que jogavam Baleia Azul foram impedidos pela Polícia Militar de cometer suicídio. Em Estrela (Rio Grande do Sul) uma mãe evitou o suicídio de sua filha que jogava Baleia Azul.
Em Teófilo Otoni, na região do Vale do Mucuri, no interior de Minas, uma adolescente, de 17 anos, participante do jogo 'Baleia Azul', pulou do muro de seis metros do imóvel onde mora com a família. A jovem foi socorrida imediatamente e foi internada no hospital da cidade. A adolescente relatou à polícia que já havia feito cortes nos braços em função do jogo e que tinha recebido o desafio de tirar a própria vida.
Na Paraíba a polícia identificou 20 jovens envolvidos com o jogo. Em Pernambuco, sete. Anteriormente em sete estados brasileiros; em abril de 2017 eram nove unidades federativas brasileiras  com casos de suicídio e mutilação sob suspeita ou confirmação de ligação com o jogo.

### Chile
No Chile, na cidade de Antofagasta, uma mãe relatou à polícia que sua filha de apenas 12 anos teve 15 cortes em seu braço que formaram o desenho de uma baleia. Depois de ser entrevistada por policiais, ela confessou que seguiu as instruções de um curador ao jogar este jogo.
Uma menina de 13 anos em Padre Las Casas jogou o jogo junto com três outras amigas. A menina chegou ao décimo estágio, fazendo cortes em seus braços.

### China
De acordo com dados do jornal Shanghai Daily casos foram reportados no país e um grupo foi rompido após denúncias de uma mãe à polícia da província de Zhejiang, na cidade de Ningbo. As autoridades começaram a monitorar menções ao jogo em fóruns e transmissões ao vivo.

### Colômbia
A Direção de Investigação Criminal (Dijin) da Polícia Nacional da Colômbia investiga as mortes de três adolescentes no país que possam estar relacionados com o jogo.
Em 3 de maio, dois jovens que pularam do décimo terceiro andar de um edifício no país também aparentaram ter participado do jogo.

### Espanha
Na Espanha, uma menor foi admitida em uma unidade psiquiátrica de um hospital de Barcelona depois que sua família disse que ela começou a jogar 'baleia azul'.

### Geórgia
Em 27 de maio de 2017 a Rustavi 2 TV reportou que uma menina de 12 anos tentou cometer suicídio no país, uma das etapas do jogo. Ela saltou do quinto andar de um edifício mas sobreviveu, e segue em tratamento médico em um hospital com múltiplos ferimentos e traumas.

### Itália
Na Itália, as primeiras coberturas de imprensa de Baleia Azul apareceram no dia 3 de junho de 2016, no periódico La Stampa. O desafio é definido como "uma piada ruim". Posteriormente o assunto passou a ser noticiado também a partir de 3 de março de 2017 em outros jornais italianos como Il Giornale e Il Messaggero. A partir deste mês o desafio é descrito como um verdadeiro "jogo" russo, com 50 regras rígidas fornecidas pelos curadores. Posteriormente, a polícia passa a investigar em Livorno o que seria a primeira vítima da Baleia Azul na Itália, e então surgiram também vítimas em Ravena, Bréscia e Siracusa.

### Paraguai
Federico Pedro Aguilera, um estudante de segundo ano de Informática, de 22 anos, foi encontrado com um objeto perfurante no seu peito e que atravessou seu tórax, em Coronel Bogado, depois de jogar Baleia Azul.

### Portugal
Em Portugal, Irina Kornutyi, uma Menina de 18 anos atirou-se de um viaduto para a linha férrea em Albufeira. Tinha a palavra "sim" cravada na coxa e outros cortes que formavam a palavra "F57". Em entrevista à RTP, ela disse que se sentiu sozinha, e com falta de carinho. Também um rapaz de 15 anos, de Sines, foi internado no Hospital de Setúbal depois de ter "desenhado" uma baleia num braço com um objeto cortante. Poderão já haver oito vítimas em Portugal, embora a Polícia Judiciária, a 5 de maio de 2017, tenha declarado conhecer quatro casos que podem estar associados ao fenómeno. A 12 de maio de 2017, o Ministério Público tinha em curso três inquéritos relacionados com o "baleia-azul".

### Quénia
Jamie Njenga, um estudante da escola secundária de J. G. Kiereini no Condado de Kiambu, tinha jogado o desafio da Baleia Azul. Ele se suicidou em 3 de maio, enforcando-se na varanda do hotel de seu avô no centro da cidade, no condado de Nairobi.

### Rússia
Só na Rússia, acredita-se que o jogo esteja ligado a mais de cem casos de suicídio . Em fevereiro, na Rússia, duas adolescentes, Yulia Konstantinova, de 15 anos, e Veronika Volkova, de 16, se jogaram do alto de um prédio de 14 andares em Irkutsk, na região da Sibéria após percorrer as 50 tarefas enviadas para elas. Antes de se matarem juntas, Yulia e Veronika deixaram mensagens em suas páginas nas redes sociais. Yulia publicou a foto de uma grande baleia azul e em seguida escreveu “’Fim”. Já Veronika costumava postar coisas como “Você sente que gradualmente se torna inútil?” e “Eu sou só um fantasma”. No dia de sua morte escreveu “O sentido está perdido... Fim”. Também em fevereiro, uma menina conhecida como Ekaterina, 15, ficou em estado grave depois de se atirar de um apartamento e cair em terreno coberto de neve, na cidade de Krasnoyarsk, também região da Sibéria.

### Sérvia
Os pais de um adolescente de 13 anos, morador de Velika Plana, descobriram ferimentos na mão do garoto realizados por ele mesmo, e relacionados ao jogo da Baleia Azul. Logo então reportaram o fato à polícia.

### Uruguai
Na cidade de Rivera, a 450 quilômetros de Montevidéu, uma menina de 13 anos foi internada em um hospital local depois que funcionários da escola que ela frequentava descobriram ferimentos em seu braço esquerdo. Ao todo investiga-se adolescentes vitimados por conta do jogo Baleia Azul em seis departamentos: Montevideo, Canelones, Colônia, Río Negro, Salto e Rivera.

### Venezuela
Nesta nação da América do Sul, no leste do país, um estudante de 15 anos de idade do Colégio Nazareth, da cidade de Puerto Ordaz, cometeu suicídio após participar da Baleia Azul na noite de 27 de Abril.

## Dúvidas sobre a veracidade
A existência ou não do suposto "jogo" permanece em dúvida. O site Snopes, dedicado a investigar a veracidade de rumores e boatos, classificava-o, a 3 de abril de 2017, como unproved (não-provado). A respeito dos primeiros rumores surgidos sobre o jogo, na Rússia, uma investigação da Radio Free Europe concluiu, em fevereiro de 2017, que em nenhum caso de suicídio na Rússia ou na Ásia Central se teria provado ligação ao "jogo".

## Reações
Em março de 2017, as autoridades da Rússia estavam investigando aproximadamente 130 casos de suicídio relacionados ao fenômeno. Em março de 2017, a Ministra de Assuntos Internos da Romênia, Carmen Dan, expressou sua profunda preocupação em relação ao fenômeno. A prefeita de Bucareste (na Romênia), Gabriela Firea, descreveu o jogo como "extremamente perigoso".
No Brasil, em resposta ao jogo, uma designer e uma publicitária de São Paulo criaram um movimento chamado Baleia Rosa, que se tornou viral e contou com a colaboração de centenas de voluntários. O movimento é baseado em tarefas positivas, que valorizam a vida e combatem a depressão. Também no Brasil, Sandro Sanfelice, de Curitiba, Paraná, criou um movimento chamado Capivara Amarela, que propõe "combater o jogo baleia azul", e orientar pessoas que buscam algum tipo de ajuda. Os participantes do movimento são separados entre os "desafiantes", que são as pessoas que buscam ajuda, e os "curadores", que são uma espécie de "protetores" dessas pessoas. Uma escola adventista no sul do Paraná, em parceria com outras redes de ensino, também procurou reverter a situação propondo outro jogo benéfico, o “Jonas Challenge” (em referência ao personagem bíblico Jonas, que é vomitado por um grande peixe três dias após ser engolido por ele). Outros jogos criados em resposta ao Baleia Azul foram o Baleia Verde e o Preguiça Azul.
A autora Gloria Perez declarou no dia 21 de abril de 2017 que pretende abordar o jogo Baleia Azul em sua novela das nove A Força do Querer. A mídia também enfatizou que o fenômeno coincidiu com a controvérsia em torno da série 13 Reasons Why, que aborda a questão do suicídio entre dois adolescentes.
Em escolas da Região Metropolitana do Recife e de Belo Horizonte, foram feitas palestras sobre o jogo Baleia Azul. E na Delegacia Especializada na Repressão a Crimes de Alta Tecnologia (Dercat) do Piauí, estava sendo preparada uma cartilha digital para alertar os jovens sobre os perigos do jogo da "Baleia Azul".
Em maio de 2017 autoridades do estado mexicano de Michoacán divulgaram um aviso de alerta quanto à possibilidade do desafio da Baleia Azul invadir o país.
Também em maio de 2017, Tencent, o maior portal de serviços de internet da China, fechou 12 grupos em sua plataforma social QQ, após esse portal ter notado que crescia o número de grupos que disseminavam o jogo Baleia Azul. Os resultados de pesquisa relacionados com a Baleia Azul também foram bloqueados no QQ.
Em Portugal, várias palestras foram dadas em escolas a fim de combater a introdução de jovens ao desafio da Baleia Azul.